# Список памятников национального значения в штате Трипура
Это список памятников национального значения в индийском штате Трипура, официально признанных и перечисленных на сайте Археологического управления Индии (ASI). Идентификатор памятника представляет собой комбинацию аббревиатуры подразделения списка ("круг ASI", которому соответствует штат) и нумерации, опубликованной на сайте ASI. В штате Трипура 8 памятников получили от ASI статус памятника национального значения.

## Список
| Номер  | Название                                          | Местоположение     | Округ            | Изображение |
| ------ | ------------------------------------------------- | ------------------ | ---------------- | ----------- |
| N-TR-1 | Скульптуры и наскальные рельефы Унакоти Тиртхи    | Унакоти            | Северная Трипура |             |
| N-TR-2 | Древние останки                                   | Баксанагар         | Западная Трипура |             |
| N-TR-3 | Группа храмов Гунавати                            | Радха Кишорпур     | Южная Трипура    |             |
| N-TR-4 | Храм Чатурдаса Девата                             | Кишорпур           | Южная Трипура    |             |
| N-TR-5 | Храм Бхубанешвари                                 | Раджнагар          | Южная Трипура    |             |
| N-TR-6 | Такурани Тилла                                    | Пилак              | Южная Трипура    |             |
| N-TR-7 | Древний курган, называемый Шьямсундар Ашрам Тилла | Байхора Джолайбари | Южная Трипура    |             |
| N-TR-8 | Древний курган известный как Пуджа Кхола          | Пашим Пиллак       | Южная Трипура    |             |